# 呉市立昭和北中学校
呉市立昭和北中学校（くれしりつしょうわきたちゅうがっこう）は、広島県呉市焼山泉ヶ丘にある公立中学校。

## 概要
主に呉市立昭和北小学校あるいは呉市立昭和西小学校出身の生徒が通うが、校区の関係上、広島市安芸区矢野町の生徒も通う。

## 沿革
- 1978年（昭和53年）
  - 4月1日 呉市立昭和中学校より分離し、開校
  - 4月21日 落成式挙行。4月21日を創立記念日とする
  - 4月25日 呉市教育研究指定校を委嘱される
- 1981年（昭和56年） 2月10日部室建築開始3月29日完成
- 1982年（昭和57年）
  - 5月21日松林整備遊歩道工事
  - 8月28日校舎建築(4教室)工事開始
- 1984年（昭和59年）
  - 3月1日新校舎(4教室)竣工
  - 10月20日水準点設置(正門横)
- 1985年（昭和60年） 
  - 3月26日障害児者用便所及び体育館横車椅子用通路完成
  - 8月30日障害児者用車椅子通路完成(A棟東側横)
- 1986年（昭和61年） 3月1日正門前ロータリー(花壇)完成
- 1987年（昭和62年） 2月18日中庭通路舗装工事完成
- 1988年（昭和63年） 3月8日防球ネット増設
- 1990年（平成2年）
  - 4月18日C棟への車椅子用通路設置
  - 11月体育館屋根塗装替え
- 1991年（平成3年） 3月19日女子更衣室完成
- 1992年（平成4年） 8月7日音楽室床マット張り替え完了
- 1994年（平成6年） 
  - 2月15日舗装工事(A棟東側更衣室周辺)完了
  - 2月16日体育館ステージ幕(全緞帳)取り替え工事完了
  - 3月4日校地北西側(夢が丘団地との境界)工事完了
  - 9月9日集中脱靴場(A.B棟1階西側)完成
- 1995年（平成7年）
  - 1月門並びに東側フェンス改修工事
  - 10月B棟体育倉庫完成
- 1996年（平成8年） 12月体育館屋根塗装替え
- 1997年（平成9年） 4月21日創立20周年記念式典挙行
- 1998年（平成10年） 
  - 2月25日運動場西側(バレーコート側)フェンス完成
  - 3月26日空調設備完成
  - 7月25日花壇(部室裏)完成
- 1999年（平成11年）
  - 4月6日障害児学級完成
  - 5月21日カウンセリングルーム完成
- 2000年（平成12年） 10月6日北側歩道工事・フェンス取付工事完成
- 2001年（平成13年） 
  - 3月24日芸予地震により被災
  - 6月4日バックネット補修工事
  - 8月2日体育館フロアー改修工事完了
- 2002年（平成14年） 4月1日障害児学級2学級増設,手摺設置等関連工事
- 2003年（平成15年） 3月24日防犯ベル・防犯灯取付工事完了
- 2004年（平成16年） 7月22日B棟(特別教室) 耐震大規模改修工事(～11月26日)
- 8月17日国旗掲揚柱設置工事(～9月3日)
- 2005年（平成17年） 11月25日A棟大規模改修工事完了(7月21日～11月25日)
- 2006年（平成18年）
  - 6月30日昭和北中校区小中一貫教育研修会開催
  - 7月4日自転車置き場に防犯カメラ設置
- 2007年（平成19年） 
  - 3月 創立30年記念式典挙行校旗を新調記念誌を発行する
  - 4月1日広島県小・中学校生地と指導研究推進校の指定を受ける
- 2008年（平成20年） 8月北側歩道工事・アスファルト舗装工事完了
- 2010年（平成22年） 4月12日平成22年度科学技術分野の創意工夫育成功労学校賞文部科学大臣表彰を受ける

## 部活動
運動部
- 野球部
- 陸上部
- ソフトテニス部
- バスケットボール部
- バレーボール部
- 卓球部
- ハンドボール部
- バドミントン部
- 水泳部
- サッカー部
- 柔道部

文化部
- 吹奏楽部
- 美術部
- 図書部
- 家庭科部
- 科学技術部（廃部寸前）
- 放送部